# Röstegraben
Der Röstegraben ist ein 6,6 km langer, rechter Zufluss der Helme in Großwechsungen, einem Ortsteil der thüringischen Gemeinde Werther.
Der Röstegraben ist im gesamten Verlauf ein Gewässer 2. Ordnung, die Unterhaltung obliegt dem Gewässerunterhaltungsverband Helme | Ohne | Wipper.

## Geographie

### Verlauf
Der Quellbereich des Röstegrabens liegt südlich von Großwechsungen. Als größte und bedeutendste Quelle wird die Mönchsquelle genannt, ein jetzt verlandeter Teich, der südsüdöstlich des Ortes lag. Der Röstegraben fließt zunächst in Richtung Westen, wo er von weiteren Quellen verstärkt wird. Bevor er den Ort Großwechsungen erreicht, dreht er nach Norden ab. In Großwechsungen fließt er zunächst an einer Kleingartenanlage entlang, dann mit geringer Geschwindigkeit an der Kindertagesstätte Kleine Entdecker vorbei. Bevor er das Dorf wieder verlässt, ändert er erneut seine Fließrichtung und fließt nun wieder schneller nach Osten. Seine Fließrichtung ändert sich danach bis zur Mündung in die Helme nicht mehr.

### Zuflüsse
Die Zuflüsse des Röstegrabens sind (bachabwärts):
- Mönchsbrunnen
- Unkerröder Gräben
- Graben lange Brücke
- Kirchgraben
- Graben Wüsteweg
- Graben Lingstal
- Graben Unterm Gliebiger Berg
- Kalter-Bach

## Der Röstegraben als Modellprojekt des Freistaates Thüringen
Im Jahr 2005 wurde ein Modellvorhaben begonnen, das zeigen soll, wie man in Zukunft nachhaltige Gewässerentwicklung betreiben kann. Der Bach wurde renaturiert und für die Bevölkerung von Großwechsungen zugänglich gemacht. Um die Gewässerstruktur zu verbessern, wurden Störsteine und Schotterbänke eingebracht, diese bieten Kleinstlebewesen sowie Fischen Unterschlupf. Neue Anschlüsse der Haushalte an die ebenfalls neu verlegten oder ergänzten Abwasserkanäle wurden erstellt. Die Abwassereinleitung aus privaten und geschäftlichen Kleinkläranlagen in den Bach hat dadurch stark abgenommen. Die ortsansässige Grundschule, die Wäscherei und einige Straßenzüge wurden schon im Jahr 2005 an das neue Kanalnetz angebunden. Die Restmenge von eingebrachten Abwässern beeinträchtigt den relativ leistungsschwachen Vorfluter allerdings noch heute (2015), da noch immer nicht alle Grundstücke an die ebenfalls im Jahr 2005 gebaute vollbiologische Teichkläranlage angeschlossen sind. Die Arbeiten am Röstegraben wurden von Bauarbeiten im Ort positiv unterstützt. Der Dorfteich, im Ortsmund Buchborn genannt, und dessen Abfluss wurden genau wie die Gassen am Ablaufgraben des Teiches neu gestaltet. Die Straßenbeläge- und Beleuchtung der Gassen wurden ebenfalls erneuert.

## Fauna
Im  Röstegraben leben Stichlinge. In ruhigeren Abschnitten des Baches sowie am Dorfteich sind Stockenten beheimatet.

## Bildergalerie

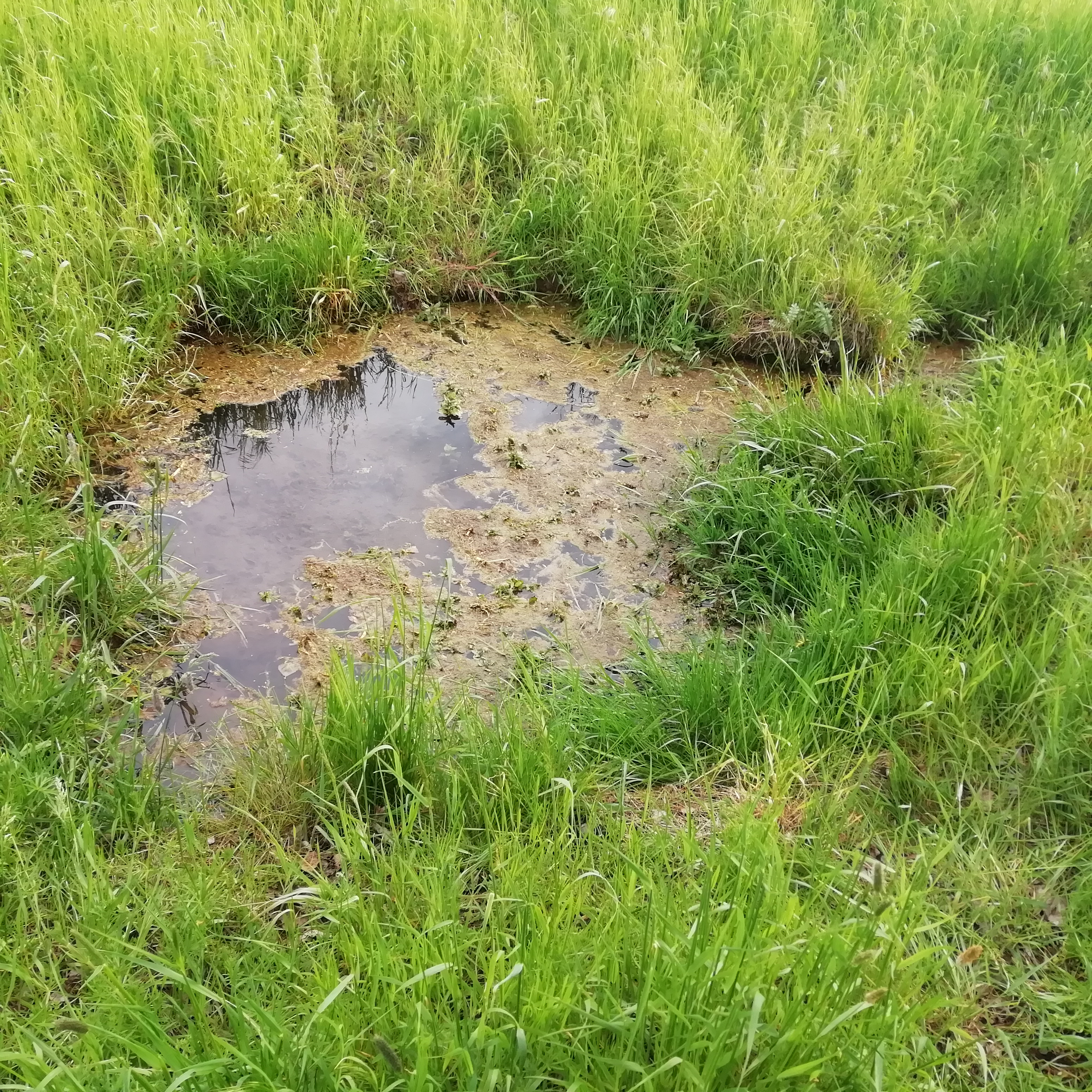
Die Mönchsquelle bei Großwechsungen
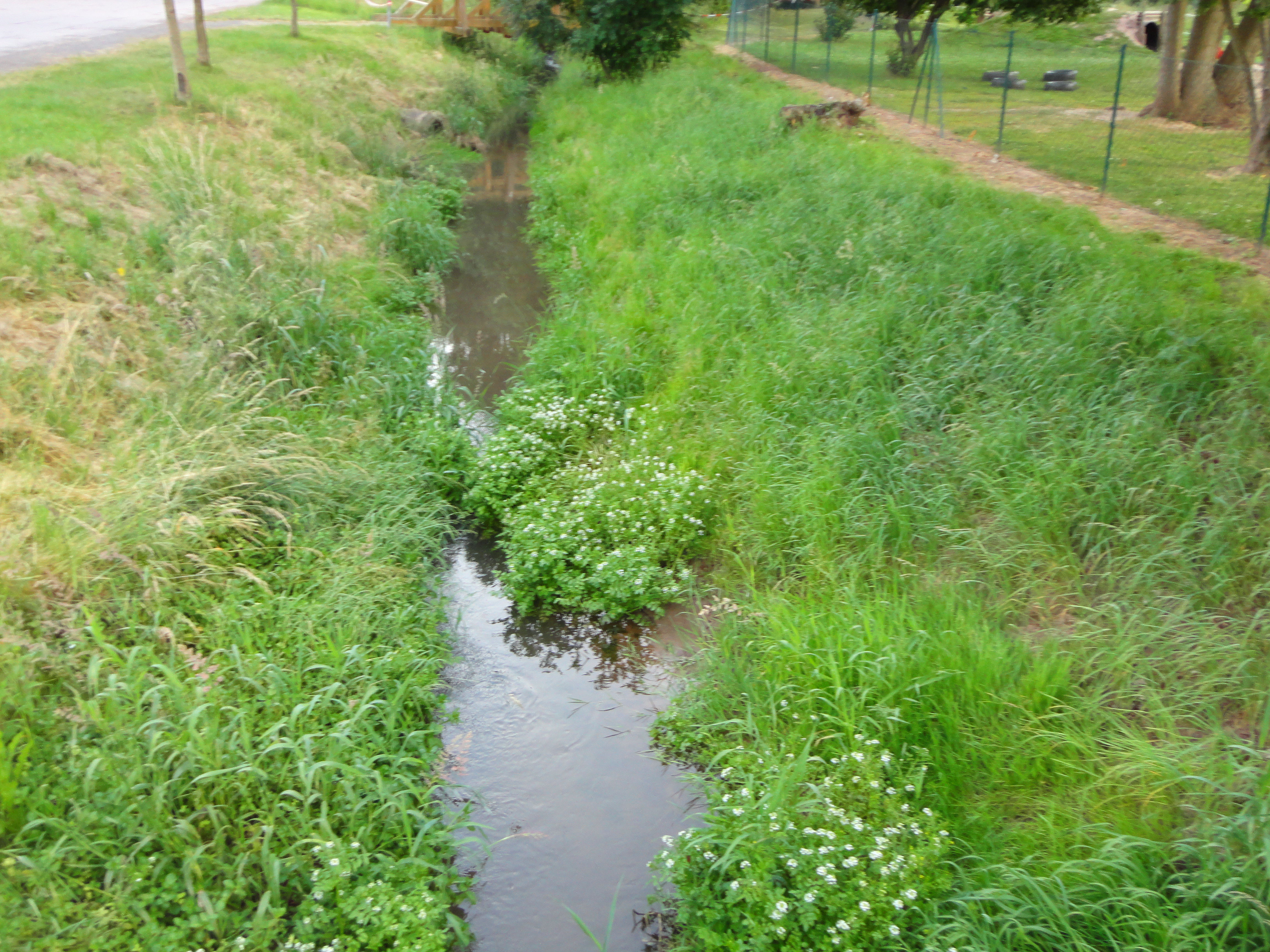
Der Röstegraben an der Kita Kleine Entdecker
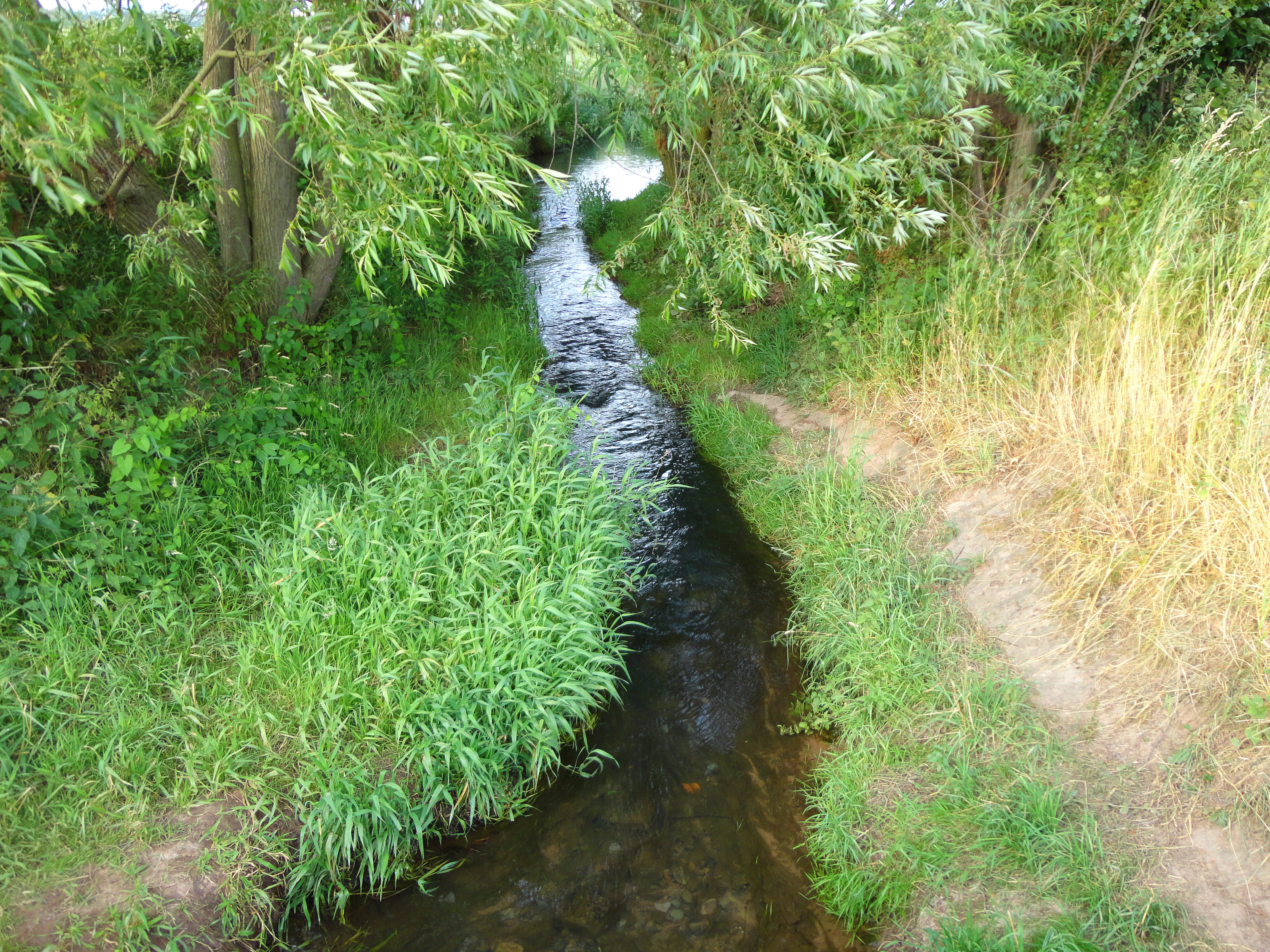
Der Röstegraben nordöstlich von Großwechsungen
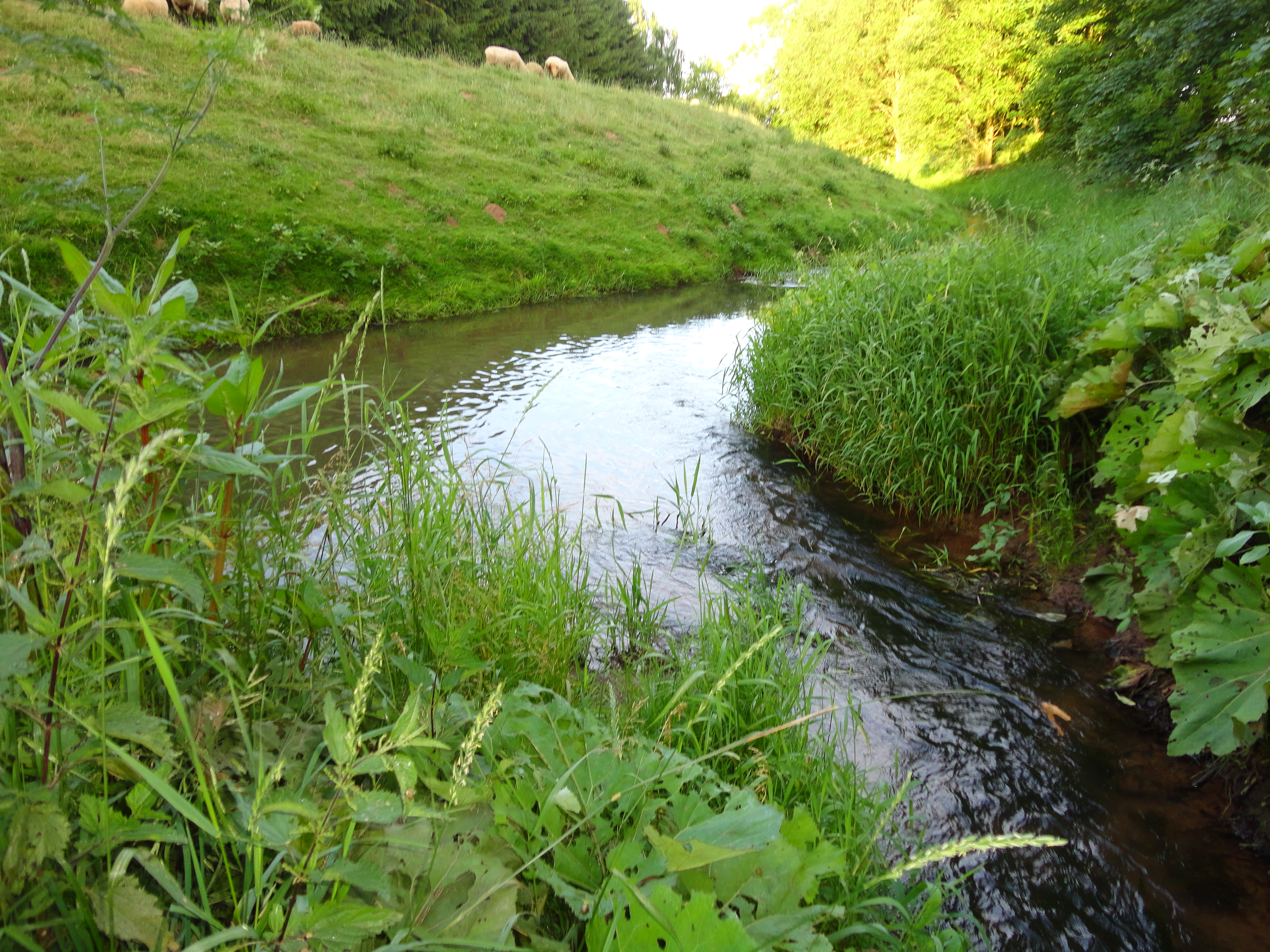
Die Mündung des Röstegrabens (rechts) in die Helme